# Бургомистр (птица)
Бургомистр, или большая полярная чайка (лат. Larus hyperboreus) — вид птиц из семейства чайковых (Laridae). Выделяют 4 подвида.

## Название
Название, по всей видимости, объясняется склонностью этой птицы селиться вблизи птичьих базаров и регулярно «взимать дань» с их населения в виде яиц и птенцов.

## Внешний вид
Бургомистр — одна из самых крупных чаек, достигающая 64—65 см в длину. Вес — 1,5—2 кг. Оперение имеет бледную окраску: основной цвет белый, спина и крылья голубовато-серые, кончики крыльев белые. Клюв жёлтый, ноги желтовато-розовые.

## Распространение
Распространён кругополярно в Европе, Азии и Америке. Обитает на скалистых побережьях материков и островов; реже в приморских частях тундры.

## Питание
Бургомистр, как и большинство чаек, всеяден. В его рацион входят рыба, моллюски, падаль, морские звёзды, яйца и птенцы, мелкие млекопитающие, ягоды.

## Размножение

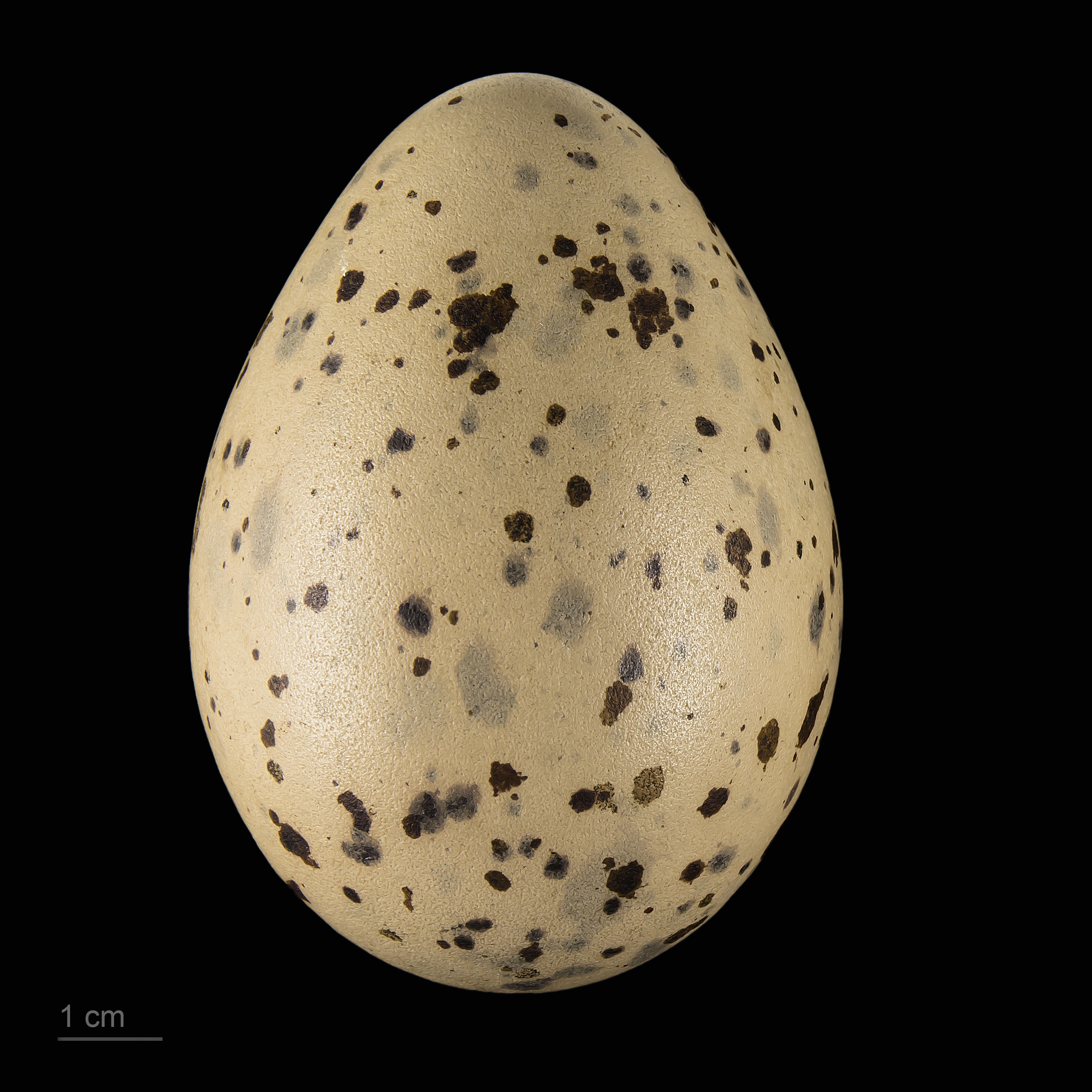
яйцо Larus hyperboreus - Тулузский музей

Гнёзда чаще всего устраивает на скалах у обрывов. Птицы гнездятся одиночными парами или небольшими колониями. В кладке обычно 2—3 яйца. Кладку насиживают оба родителя в течение 27—28 дней.

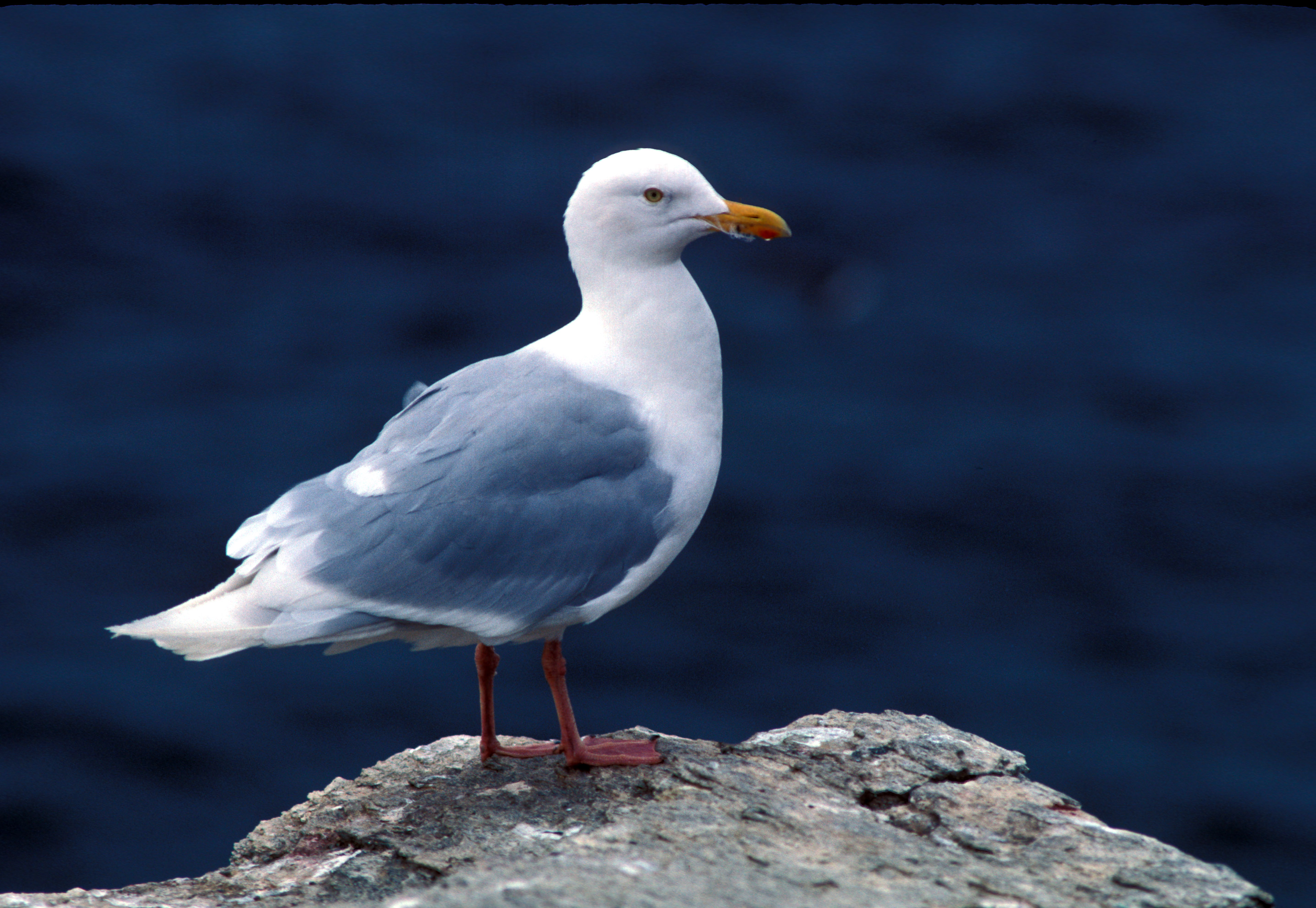
Бургомистр